# Nhạc jazz ở Đức
Nhìn chung về sự phát triển nhạc Jazz ở Đức và sự cảm nhận của quần chúng ở đó cho thấy có sự khác biệt với Hoa Kỳ, nơi nó xuất phát, trong một số khía cạnh.

## Thập niên 1920
Từ „Jazz" xuất hiện lần đầu tiên trên tạp chí „Artist", một tờ báo cho các nhạc sĩ nhạc giải trí (không phải nhạc cổ điển) vào tháng 6 năm 1919. Đĩa nhạc Jazz Đức đầu tiên là đĩa đã được xuất bản 1917 tại Hoa Kỳ với bản nhạc „Tiger Rag", được chơi lại bởi ban nhạc Original Excentric Band phát hành ngày 15 tháng 1 năm 1920. Một trong những cuốn sách đầu tiên có chữ „Jazz" trong tựa đề là một cuốn sách Đức. Paul Bernhard tuy nhiên viết trong cuốn sách Jazz – eine musikalische Zeitfrage 1927 về một điệu nhảy. Sự đam mê nhảy đầm vào thời hậu chiến thế giới thứ nhất không chỉ giới hạn bởi những điệu nhảy như Foxtrott và Tango, 1920 thêm điệu Shimmy và 1922 điệu Twostep; đến năm 1925 được ưa chuộng tại các sàn nhảy là điệu Charleston.

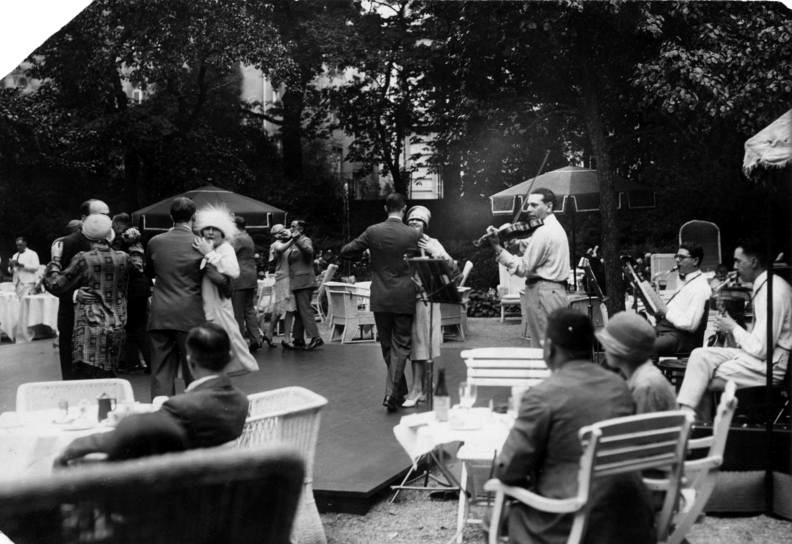
Nhảy đầm ở Hotel Esplanade (Berlin, 1926)

Từ năm 1922 người ta có thể nhập cảng những đĩa nhạc Jazz chính gốc từ Hoa Kỳ. Ngay đầu thập niên 1920 nhạc sĩ clarinet và Saxophone Eric Borchard đã chơi những nhạc riêng của mình. Tuy nhiên, vì những bất ổn kinh tế và lạm phát ở Đức từ 1920 tới 1923 ít có những ban nhạc Đức lớn chơi các điệu nhảy Jazz mới, thường chỉ bộ ba với một người chơi đàn dương cầm, một người đánh trống và một người đứng chơi vĩ cầm, mà cũng chơi cả Saxophon. Đến năm 1924 khi nền kinh tế ổn định mới có những ban nhạc lớn cho các buổi khiêu vũ được thành lập bởi Bernard Etté, Dajos Béla, Marek Weber, Mitja Nikisch hay Stefan Weintraub. Tuy nhiên việc chơi theo cảm hứng (improvisation) thường ít xảy ra ở Đức, nơi người ta thường quen chơi theo nốt nhạc.
Trong những năm 1920, nhạc Jazz ở Đức chủ yếu là một phong trào nhất thời. Các ban nhạc thính phòng chơi loại nhạc mới, bởi vì thị hiếu những người nhảy. Tới cuối năm 1923, nhạc jazz bắt đầu được nghe thấy trên đài phát thanh; sau năm 1926, khi thành công của Paul Whiteman tại Berlin gây nhiều chú ý, chương trình phát thanh thường xuyên phát sóng nhạc jazz chơi live. Weintraub Syncopators là ban nhạc jazz đầu tiên rất được ưa chuộng ở Đức, họ đạt được tột đỉnh vào khoảng năm 1928. Nhạc sĩ từ nhiều nền âm nhạc, và cả những nhà soạn nhạc nhạc cổ điển như Paul Hindemith, Ernst Krenek và Kurt Weill, cũng phối hợp loại âm nhạc mới đến từ Mỹ và kết hợp nó vào ngôn ngữ âm nhạc của họ. Đối với các nhà soạn nhạc cổ điển, thành viên dàn nhạc, âm sắc, nhân lệch, và hòa âm của nhạc jazz là một từ đồng nghĩa với kỷ nguyên hiện đại. Thể loại âm nhạc mới này được công nhận không chỉ như là một thời trang và âm nhạc giải trí, nhưng là nghệ thuật thực sự.
1928 khởi xướng Bernhard Sekles tại viện âm nhạc Dr. Hoch ở Frankfurt, mặc dù có sự chống đối dữ dội, lớp nhạc jazz đầu tiên trên toàn thế giới. (Ở Mỹ, các khóa học này chỉ bắt đầu từ năm 1945 và 1947).

## Thời Đức Quốc xã
Chế độ Quốc xã ngược đãi và cấm phát sóng nhạc jazz trên đài phát thanh. Thứ nhất, vì nguồn gốc châu Phi của nhạc jazz và vì rất nhiều các nhạc sĩ jazz tích cực có gốc Do Thái. Thứ hai, nhạc Jazz với tính tự phát, ngẫu hứng và cá nhân, thu hút giới trẻ trung lưu thích nhạc Swing, đối với các Nazis đây là một mối đe dọa cho hệ tư tưởng mà họ đại diện.

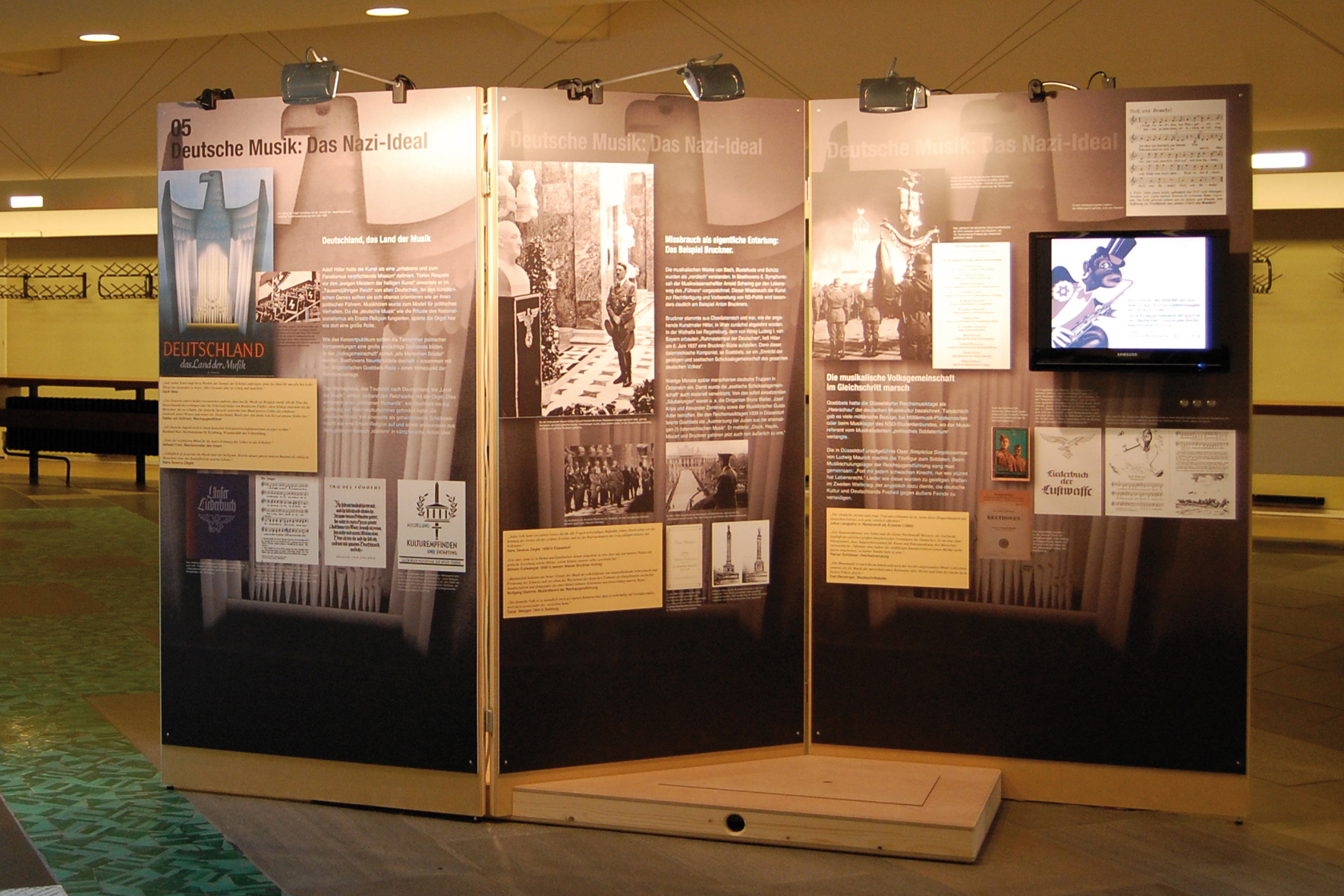
Trong buổi triễn lãm "nhạc sa đọa" nhạc Jazz cũng được đề cập tới.

Mặc dù có những cố gắng của Đức Quốc xã, gọi nhạc Jazz là "âm nhạc mọi đen" để mà loại nó ra khỏi Đức, nhưng Jazz đã không bị cấm.